# SN 2006au
SN 2006au – supernowa typu II odkryta 7 marca 2006 roku w galaktyce UGC 11057. W momencie odkrycia miała maksymalną jasność 17,20m.